# 亚当·萨维奇
亚当·惠特尼·萨维奇（英語：Adam Whitney Savage，1967年7月15日—）是美国的一名工业设计和特效工程师、演员、教育家，以主持探索频道电视节目《流言终结》著称。其制造的模型曾出现于包括《星球大战II：克隆人的进攻》以及《黑客帝国2：重装上阵》在内的多部重要电影中。亦为科學懷疑論运动的重要人物。现与其家人居于旧金山。

## 早年生活
萨维奇出生于纽约市，幼年居于威斯特徹斯特郡的沉睡谷，并于1985年毕业于沉睡谷高中。其外祖父库什曼·哈根森为乳癌手术的先驱之一。其父惠特尼·李·萨维奇是画家、电影制作人和漫画家，以其于《芝麻街》的贡献而知名。
亚当于其青少年时期经常会光顾沉睡谷当地的自行车商店去修理瘪胎，而商店主人亦指导过他如何自己修理他的自行车。亚当回忆这经验时曾说：“我发现把自行车拆散然后再组装回去并不是什么难事...从那以后我就一直在自己组装自行车。”
其于孩童时期即已经开始参与演艺，并曾于表演学校学习五年。其早年的表演经验包括其父创作的《芝麻街》的配音演员、惠普尔先生中的“吉米”、《星球大战》中的特技演员，以及比利·乔尔1985年的音乐视频「You're Only Human」中的一位落水的年轻人。
萨维奇曾这样描述其放弃演艺生涯的决定：“到了我差不多十九岁的时候，我开始放下那些（演艺活动）并更注重于用我的手能做的事情：图形设计，在纽约做动画助理……到旧金山的剧场工作，然后做电影的特效。再然后，《流言终结者》的机会来了——那简直是演艺和特效的完美组合。”2011年9月25日，他因在科学和科技的流行化上所作出的贡献而获得了特文特大学的名誉学位。

## 职业生涯
萨维奇曾从事过的职业广泛：動畫師、图形设计、木工、放映师、电影制片人、玩具设计师等等。其亦于《银河追缉令》、《机器管家》、《星球大战II：克隆人的进攻》、《黑客帝国2：重装上阵》以及《太空牛仔》等诸多电影中担任模型制作师。

### 流言终结
萨维奇（以及其搭档杰米·海纳曼等人）在《流言终结者》上通过种种规模的实验来证伪（英語： 即“终结”）或者证实各种流言。如果流言仅与单一事件相关，亦或是需要极端具体的情况才会发生，其经常会被《流言终结者》声明为“可能”。
萨维奇在《流言终结者》中的演技相当风趣、富有能量，与杰米·海纳曼更为保守且直来直去的性格形成鲜明的对比。
萨维奇和海纳曼两人是《流言终结者》第一季中仅有的一对双人搭档主持人。从第二季开始，于海纳曼处工作的几位组员：凯莉·拜伦、托瑞·贝勒奇以及斯科蒂·查普曼相继加入并开始频繁出现在镜头前。在第三季中，一位机器人和模型制作者格兰特·今原顶替了斯科蒂。萨维奇在《The Amazing Meeting》的一次采访中表示，他希望在《流言终结者》中证明自然选择并证伪創造論。

我今年（2007年）的目标是在节目（《流言终结者》）中证明自然选择论。这得需要一段时间，并且我觉得使用我们节目的流程来证明这样的东西很难让观众感觉有意思，但是我觉得：管他呢。宇宙无限大，咱就来做自然选择吧。我受不了我们国家居然有一半的人觉得创造论有道理，这简直骇人听闻。然而我相信我也有独特的能力能够把这个想法交给探索频道，而他们也或许能够允许我这么做，我也会尽我所能。

但在2008年，萨维奇承认这样的一集《流言终结者》不太可能出现，因为《流言终结者》有着不试图去证伪超自然现象的方针。

## 内部链接
- 流言終結者
- 杰米·海纳曼